# Resolució 2181 del Consell de Seguretat de les Nacions Unides
La Resolució 2181 del Consell de Seguretat de les Nacions Unides fou adoptada per unanimitat el 21 d'octubre de 2014. Després de recordar les resolucions i declaracions anteriors sobre la República Centreafricana, en particular les resolucions 2121 (2013), 2127 (2013), 2134 (2014) i 2149 (2014) i prenent nota de la carta de Catherine Ashton, Alt Representant de la Unió Europea, al President del Consell de Seguretat, el 7 d'octubre de 2014, el Consell va determinar que la situació a la República Centreafricana encara constituïa una amenaça per a la pau i la seguretat internacionals, i actuant sota el capítol VII de la Carta de les Nacions Unides, va prorrogar l'autorització per al funcionament de l'EUFOR RCA per mig any fins al 15 de març del 2015.